# Питкяярви (озеро, Суоярвский район)
Пи́ткяя́рви (фин. Pitkäjärvi) — озеро на территории Поросозерского сельского поселения Суоярвского района Республики Карелия.

## Общие сведения
Площадь озера — 0,5 км². Располагается на высоте 166,5 метров над уровнем моря.
Форма озера лопастная, продолговатая, вытянутая с северо-запада на юго-восток. Берега преимущественно заболоченные.
Через озеро протекает безымянная река, текущая со стороны озёр Хулларинъярви, Куотилампи, Йокилампи (фин. Jokilampi) и Сараярви (фин. Saralampi). Далее, протекая через озёра Роуккенъярви и Варпаярви, она впадает в реку Койтайоки.
Название озера переводится с финского языка как «длинное озеро».
Код водного объекта в государственном водном реестре — 01050000111102000011387.